# Bristol Freighter
Bristol Type 170 Freighter je bilo dvomotorno propelersko tovorno/potniško letalo, ki ga je zasnoval britanski Bristol Aeroplane Company v 1940ih. Uporabljal se je tako v vojski kot v civilnem letalstvu. Tovorna verzija je imela pod nosm školjkasta vrata za lažje natovarjanje in raztovarjanje. Skupaj je bilo zgrajenih 214 letal. 

## Specifikacije (Freighter Mk 32)
- Posadka: 2
- Dolžina: 73 ft 4 in (22,4 m)
- Razpon kril: 108 ft 0 in (32,92 m)
- Višina: 25 ft 0 in (7,62 m)
- Površina kril: 1487 ft2 (138,13 m2)
- Prazna teža: 29950 lb (13404 kg)
- Gros teža: 44000 lb (19958 kg)
- Motor: 2 × Bristol Hercules 734 14-valjni zvezdasti motor, 1980 KM (1,476 kW) vsak

- Največja hitrost: 225 mph (362 km/h)
- Dolet: 820 milj (1320 km)
- Višina leta (servisna): 24500 ft (7470 m)